# Bob Woodward
Robert Upshur "Bob" Woodward, (Geneva, Illinois, 26. ožujka 1943.), američki je novinar. Najpoznatiji je po tom što je zajedno sa svojim radnim kolegom iz Washington Posta, Carlom Bernsteinom pridonio otkriću afere Watergate i tako su posredno doveli do pada Nixonove administracije.
Od 2002. godine Woodward je objavio četiri knjige kako Bush-administracija vodi ratove u Afghanistanu i Iraku. 
Prva knjiga, Bush at War, govori o ratu u Afganistanu i objavljena je 2002. U proljeće 2004., Woodward je objavio knjigu Plan of Attack, u kojoj navodi razloge za napad na Irak, godinu dana prije. Treća knjiga, State of Denial: Bush at War Part III, objavljena je u rujnu 2006. U njoj je opisano prvenstveno kako američka administracija upravlja Irakom poslije invazije. Četvrta i posljednja knjiga, "The War Within" bavi se internim problemima Bushove administracije, kakva je bila njena strategija u Iraku, ako je uopće postojala. 
Knjige se temelje, između ostalog, na bogatim intervju-materijalima. 
Bob Woodward odrastao je u Wheatonu u Illinoisu.